# أرزنجان
أرزنجان (بالتركية: Erzincan)‏ هي مدينة تركية وهي مركز محافظة أرزنجان، المدينة ذات غالبية سنية تركية مع أقلية كردية علوية كبيرة. وتعتبر من المدن السياحية في تركيا حيث تتمتع بطبيعة ساحرة جدا، ولكنها قليلة الشهرة رغم ما تحتويه من أماكن ساحرة وطبيعة خلابة. تبلغ مساحتها 11،974 كم2 ويبلغ عدد سكانها 316،841 نسمة كما يبلغ معدل الكثافة السكانية فيها 26 نسمة/كم2. تقع في شرق الأناضول.
ترجع شهرة المحافظة إلى جبنتها الشهيرة التي تسمى «تولوم بانيري» (بالتركية: tulum peyniri)‏ في اللغة التركية.

## التاريخ
ذكرها الأديب والرَّحالة ياقوت الحموي، قائلًا: «أرْزَنْجان .. وأهلها يقولون: أرْزَنْكان .. وهي بلدة طيبة مشهورة نزهة كثيرة الخيرات والأهل، من بلاد أرمينية بين بلاد الروم وخلاط، قريبة من أرزن الروم، وغالب أهلها أرمن، وفيها مسلمون وهم أعيان أهلها، وشرب الخمر والفسق بها ظاهر شائع، ولا أعرف أحداً نسب إليها».

## المناخ
يظهر الجدول التالي التغييرات المناخية على مدار السنة لأرزنجان:
| البيانات المناخية لـأرزنجان                       | البيانات المناخية لـأرزنجان | البيانات المناخية لـأرزنجان | البيانات المناخية لـأرزنجان | البيانات المناخية لـأرزنجان | البيانات المناخية لـأرزنجان | البيانات المناخية لـأرزنجان | البيانات المناخية لـأرزنجان | البيانات المناخية لـأرزنجان | البيانات المناخية لـأرزنجان | البيانات المناخية لـأرزنجان | البيانات المناخية لـأرزنجان | البيانات المناخية لـأرزنجان | البيانات المناخية لـأرزنجان |
| الشهر                                             | يناير                       | فبراير                      | مارس                        | أبريل                       | مايو                        | يونيو                       | يوليو                       | أغسطس                       | سبتمبر                      | أكتوبر                      | نوفمبر                      | ديسمبر                      | المعدل السنوي               |
| ------------------------------------------------- | --------------------------- | --------------------------- | --------------------------- | --------------------------- | --------------------------- | --------------------------- | --------------------------- | --------------------------- | --------------------------- | --------------------------- | --------------------------- | --------------------------- | --------------------------- |
| الدرجة القصوى °م (°ف)                             | 14.0 (57.2)                 | 17.2 (63.0)                 | 25.2 (77.4)                 | 30.4 (86.7)                 | 33.8 (92.8)                 | 35.6 (96.1)                 | 40.6 (105.1)                | 40.5 (104.9)                | 36.6 (97.9)                 | 31.4 (88.5)                 | 24.9 (76.8)                 | 23.2 (73.8)                 | 40.6 (105.1)                |
| متوسط درجة الحرارة الكبرى °م (°ف)                 | 1.7 (35.1)                  | 3.7 (38.7)                  | 9.9 (49.8)                  | 16.7 (62.1)                 | 22.1 (71.8)                 | 26.9 (80.4)                 | 31.4 (88.5)                 | 31.7 (89.1)                 | 27.3 (81.1)                 | 20.0 (68.0)                 | 11.5 (52.7)                 | 4.6 (40.3)                  | 17.3 (63.1)                 |
| المتوسط اليومي °م (°ف)                            | −2.9 (26.8)                 | −1.2 (29.8)                 | 4.4 (39.9)                  | 10.7 (51.3)                 | 15.6 (60.1)                 | 20.0 (68.0)                 | 24.0 (75.2)                 | 23.7 (74.7)                 | 18.9 (66.0)                 | 12.1 (53.8)                 | 5.2 (41.4)                  | 0.1 (32.2)                  | 10.9 (51.6)                 |
| متوسط درجة الحرارة الصغرى °م (°ف)                 | −6.9 (19.6)                 | −5.5 (22.1)                 | −0.5 (31.1)                 | 5.0 (41.0)                  | 8.8 (47.8)                  | 12.3 (54.1)                 | 15.6 (60.1)                 | 15.2 (59.4)                 | 10.7 (51.3)                 | 5.9 (42.6)                  | 0.6 (33.1)                  | −3.5 (25.7)                 | 4.8 (40.7)                  |
| أدنى درجة حرارة °م (°ف)                           | −32.5 (−26.5)               | −32.4 (−26.3)               | −22.4 (−8.3)                | −11.1 (12.0)                | −4.2 (24.4)                 | 2.0 (35.6)                  | 4.8 (40.6)                  | 5.9 (42.6)                  | 0.3 (32.5)                  | −6.8 (19.8)                 | −17.4 (0.7)                 | −25.9 (−14.6)               | −32.5 (−26.5)               |
| الهطول مم (إنش)                                   | 28.1 (1.11)                 | 30.3 (1.19)                 | 41.2 (1.62)                 | 53.8 (2.12)                 | 54.5 (2.15)                 | 30.2 (1.19)                 | 11.4 (0.45)                 | 6.8 (0.27)                  | 14.3 (0.56)                 | 43.4 (1.71)                 | 39.3 (1.55)                 | 28.8 (1.13)                 | 382.1 (15.05)               |
| متوسط أيام هطول الأمطار                           | 9.6                         | 9.3                         | 11.6                        | 14.1                        | 14.5                        | 9.2                         | 3.3                         | 2.6                         | 4.3                         | 8.8                         | 8.8                         | 10.1                        | 106.2                       |
| ساعات سطوع الشمس الشهرية                          | 89.9                        | 106.4                       | 158.1                       | 171                         | 226.3                       | 288                         | 328.6                       | 310                         | 261                         | 192.2                       | 126                         | 74.4                        | 2٬331٫9                     |
| المصدر: Devlet Meteoroloji İşleri Genel Müdürlüğü |                             |                             |                             |                             |                             |                             |                             |                             |                             |                             |                             |                             |                             |

## أعلام
- حمدي أولوكايا
- كريم تيقين
- كمال جوفين
- جمال ثريا
- محمد وجدي غونل